# NGC 17
NGC 17 és una galàxia espiral a la constel·lació de la Balena (Cetus).
És el resultat d'una fusió entre dos galàxies de disc, resultant d'un recent starburst en les regions centrals i continuant havent-hi activitat. La galàxia té un sol nucli galàctic.